# Sheldon (West Midlands)
Sheldon – dzielnica miasta Birmingham, w Anglii, w West Midlands, w dystrykcie Birmingham. Leży 8,7 km od centrum miasta Birmingham i 156,6 km od Londynu. To zawiera Garretts Green (niektóre z), Lyndon Green i Wells Green. W 2011 roku dzielnica liczyła 21 817 mieszkańców.